# Tryphon deliciosus
Tryphon deliciosus är en stekelart som beskrevs av Julius Theodor Christian Ratzeburg 1847. Tryphon deliciosus ingår i släktet Tryphon och familjen brokparasitsteklar. Inga underarter finns listade i Catalogue of Life.